# Saklıkent Nemzeti Park
A Saklıkent Nemzeti Park (Saklıkent Milli Parkı) egy nemzeti park Törökország délnyugati részén, Muğla tartományban, Fethiye városától 50 km-re. 1996. június 6-án alapították. A nemzeti park egy 18 km hosszú, 300 méter mély kanyonból áll, amely a világ egyik legmélyebb kanyonja.
A kanyont évezredek alatt alakította ki a sziklákat erodáló víz. Mivel a téli hónapokban a víz szintje megemelkedik, a kanyon csak nyáron látogatható; egy 4 km-es szakasza bejárható április után, mikor a Torosz-hegység legtöbb hava elolvadt és lefolyt a Földközi-tengerbe. Saklıkent neve „rejtett várost” jelent.

## Fordítás
- Ez a szócikk részben vagy egészben  a   Saklıkent National Park című angol Wikipédia-szócikk ezen változatának fordításán alapul.  Az eredeti cikk szerkesztőit annak laptörténete sorolja fel. Ez a jelzés csupán a megfogalmazás eredetét és a szerzői jogokat jelzi, nem szolgál a cikkben szereplő információk forrásmegjelöléseként.

## Külső hivatkozások
- Képek a kanyonról a Flickren